# Борисенко, Николай Иванович (инженер)
Николай Иванович Борисенко — советский хозяйственный, государственный и политический деятель.

## Биография
Родился в 1900 году, Мариупольский уезд, ст. Кичик-Су. Окончил электромеханический факультет Харьковского технологического института (1924). Член КПСС с 1945 года.
В 1924—1954 гг. — инженер-электрик, начальник цеха, технический директор (с 1932), начальник производства (с 1937), главный инженер (1944-1951) Харьковского электромеханического завода (ХЭМЗ).
В 1928—1947 гг. читал курс лекций в Харьковском электротехническом институте. 
Арестован 15 августа 1938 г. как участник право-троцкистского террористического центра. Оправдан 22 июля 1939 г.
С 1954 по 1957 г. заместитель министра электротехнической промышленности СССР. В 1957-1959 гг. в Госплане СССР. С 1959 г. начальник Электротехнического отдела в Комитете по автоматизации и машиностроению Совета Министров СССР и Государственном Комитете Совета Министров СССР по автоматизации и машиностроению.
В последующем - на ответственной работе в Госэкономсовете, в Госплане СССР, заместитель председателя Научно-технического совета министерства электротехнической промышленности СССР.
Кандидат технических наук.
Лауреат Сталинской премии (1951). Награждён тремя орденами Трудового Красного Знамени, двумя орденами «Знак Почёта» и медалями.
Умер в 1981г.